# Liste der Vizegouverneure von Georgia

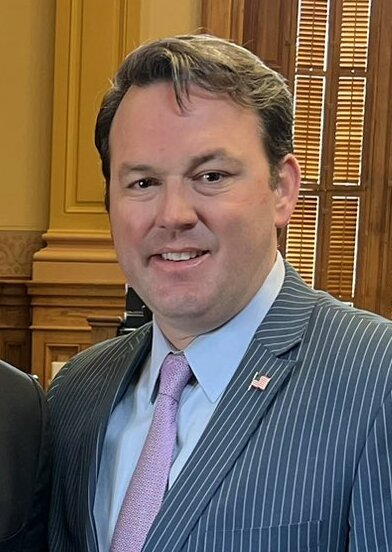
Burt Jones, derzeitiger Vizegouverneur von Georgia

Das Amt des Vizegouverneurs (Lieutenant Governor) im US-Bundesstaat Georgia wurde durch die Verfassungsänderung von 1945 eingeführt. Da Gouverneur und Vizegouverneur nicht gemeinsam gewählt werden (nicht auf demselben Ticket), können beide unterschiedlichen politischen Parteien angehören.
Folgende Personen übten das Amt bisher aus.
| Name                    | Amtszeit  | Partei       |
| ----------------------- | --------- | ------------ |
| Melvin Ernest Thompson  | 1947–1948 | Demokrat     |
| Samuel Marvin Griffin   | 1949–1954 | Demokrat     |
| Samuel Ernest Vandiver  | 1955–1958 | Demokrat     |
| Garland Turk Byrd       | 1959–1963 | Demokrat     |
| Peter Zack Geer         | 1963–1966 | Demokrat     |
| George Thornewell Smith | 1967–1970 | Demokrat     |
| Lester Garfield Maddox  | 1971–1974 | Demokrat     |
| Zell Bryan Miller       | 1975–1990 | Demokrat     |
| Pierre Howard           | 1991–1998 | Demokrat     |
| Mark Fletcher Taylor    | 1999–2006 | Demokrat     |
| Casey Cagle             | 2007–2019 | Republikaner |
| Geoffrey L. Duncan      | 2019–2023 | Republikaner |
| Burt Jones              | seit 2023 | Republikaner |